# Lispe sociabilis
Lispe sociabilis är en tvåvingeart som beskrevs av Friedrich Hermann Loew 1862. Lispe sociabilis ingår i släktet Lispe och familjen husflugor. Inga underarter finns listade i Catalogue of Life.